# ハンガリー連続殺人鬼
『ハンガリー連続殺人鬼』（ハンガリーれんぞくさつじんき、原題：ハンガリー語: A martfüi rém）は、2016年のハンガリー映画。ハンガリー人民共和国時代に実在した連続猟奇殺人鬼ペーテル・コヴァーチをモデルにした作品である。

## あらすじ
ハンガリーの田舎町マルトフで女性の遺体が発見される。直ちに容疑者が逮捕されるも、7年後、女性を狙った同様の連続殺人事件が発生する....。

## スタッフ
- 監督：アールパード・ショプシッツ
- 音楽：マールク・モルドバイ
- 編集：ゾルターン・コヴァーチ
- 美術：リタ・デヴェニー、アールパード・ショプシッツ
- 衣装：ジェルジ・サカーチ
- プロデューサー：ガーボル・フェレンツ、アッティラ・トーゼール

## キャスト
- カーロイ・ハイデュク：パール・ボグナール
- ガーボル・ヤースベレーニ：アーコシュ・レーティ
- ジョルト・アンゲル：ニョモーゾ・ボータ刑事
- ピーテル・バールナイ：ズルターン・シルマイ検事
- ジョーフィア・サモシ：リータ
- ピロシュカ・モーガ
- モーニカ・バルシャイ
- アンドラーシュ・レートヘイ
- ジョルト・トリル